# 东郭偃
东郭偃（?—前546年），姜姓，东郭氏，名偃，中国春秋时期齐国崔氏家臣。
崔杼娶东郭偃的姐姐东郭姜，因为她的前夫是棠公，所以又称棠姜。东郭偃因为崔杼也姓姜，表示过反对。但是崔杼还是娶东郭姜为妻。后来东郭姜和齐庄公私通，崔杼就杀了齐庄公。他宠爱东郭姜生的儿子崔明。崔杼前妻之子崔成、崔彊，在庆封怂恿下，杀死棠公之子棠无咎、东郭偃。庆封再杀崔成、崔彊，崔杼、东郭姜自杀。